# Puig de Guardiola (Tavertet)
El Puig de la Guardiola és una muntanya de 1.030 metres que es troba al municipi de Tavertet, a la comarca d'Osona.